# Cribellopora divisopora
Cribellopora divisopora is een mosdiertjessoort uit de familie van de Lacernidae. De wetenschappelijke naam van de soort is voor het eerst geldig gepubliceerd in 1887 door Waters.